# Musikjahr 1637
Liste der Musikjahre

◄◄ | ◄ | 1633 | 1634 | 1635 | 1636 | Musikjahr 1637 | 1638 | 1639 | 1640 | 1641 | ► | ►►

Weitere Ereignisse
Dieser Artikel behandelt das Musikjahr 1637.

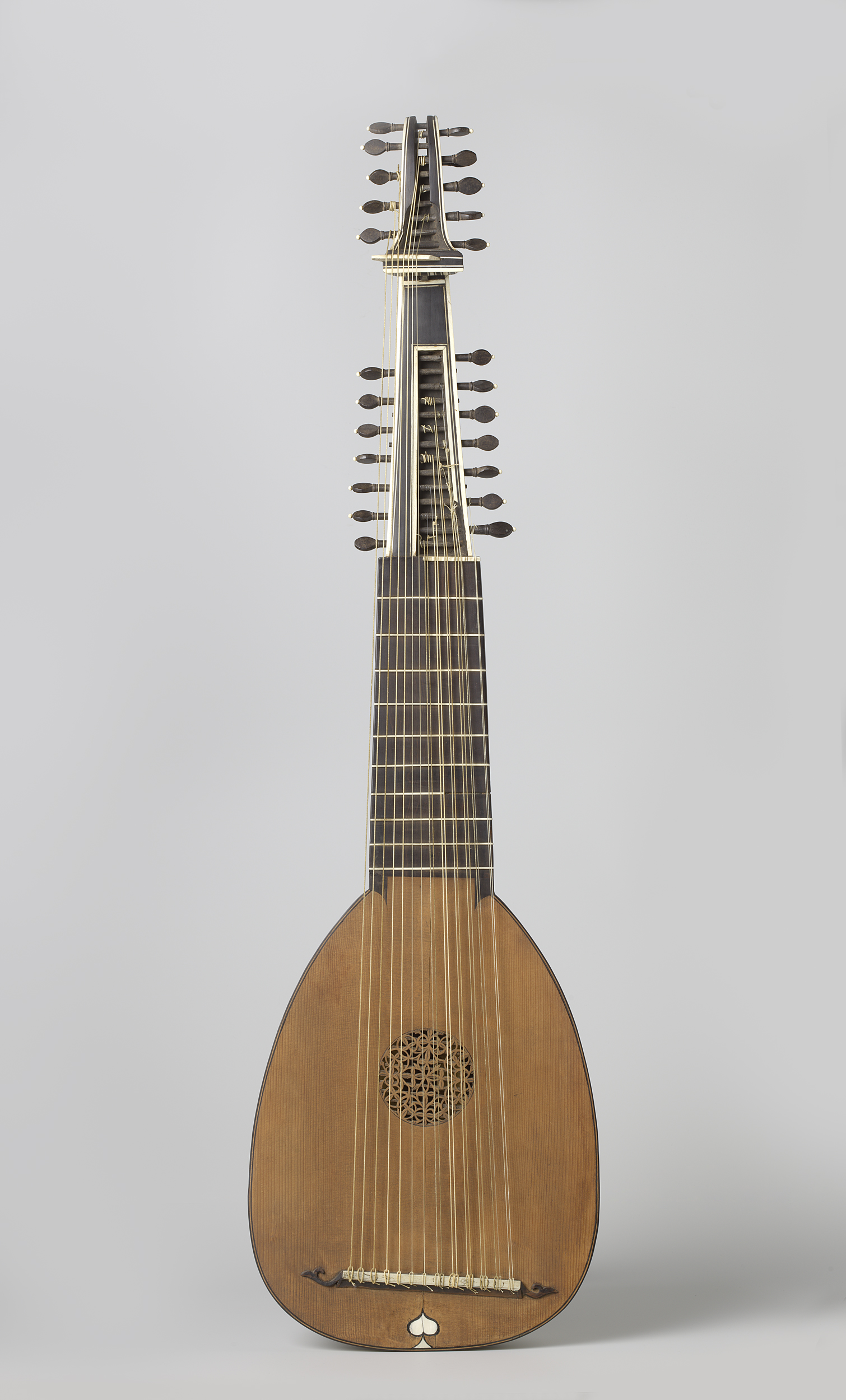
Italienische Barocklaute (Arciliuto) von Matteo Sellas, 1637

## Ereignisse
- In Venedig wird das weltweit erste öffentliche Opernhaus, das Teatro San Cassiano, eröffnet. In der Karnevalszeit hat hier als erste Oper Andromeda von Benedetto Ferrari und Francesco Manelli Premiere.
- 12. Februar: Die Oper Chi soffre, speri von Virgilio Mazzocchi und Marco Marazzoli hat Uraufführung.
- Antonio Cesti tritt als Vierzehnjähriger in den Franziskanerorden ein.
- Johann Jakob Froberger reist nach Rom um bei Girolamo Frescobaldi zu studieren.
- Robert Ramsey, Organist am Trinity College in Cambridge, wird Master of the Children am Kolleg.
- Delphin Strungk übernimmt die Organistenstelle an St. Martini in Braunschweig, wird jedoch erst zwei Jahre später fest angestellt.

## Instrumental- und Vokalmusik (Auswahl)
- Benedetto Ferrari – Musiche varier a voce sola, Vol. 2, Venedig
- Girolamo Frescobaldi – Partite sopra l’aria della Romanesca
- Tarquinio Merula – Canzoni overo Sonate concertate per chiesa e camera

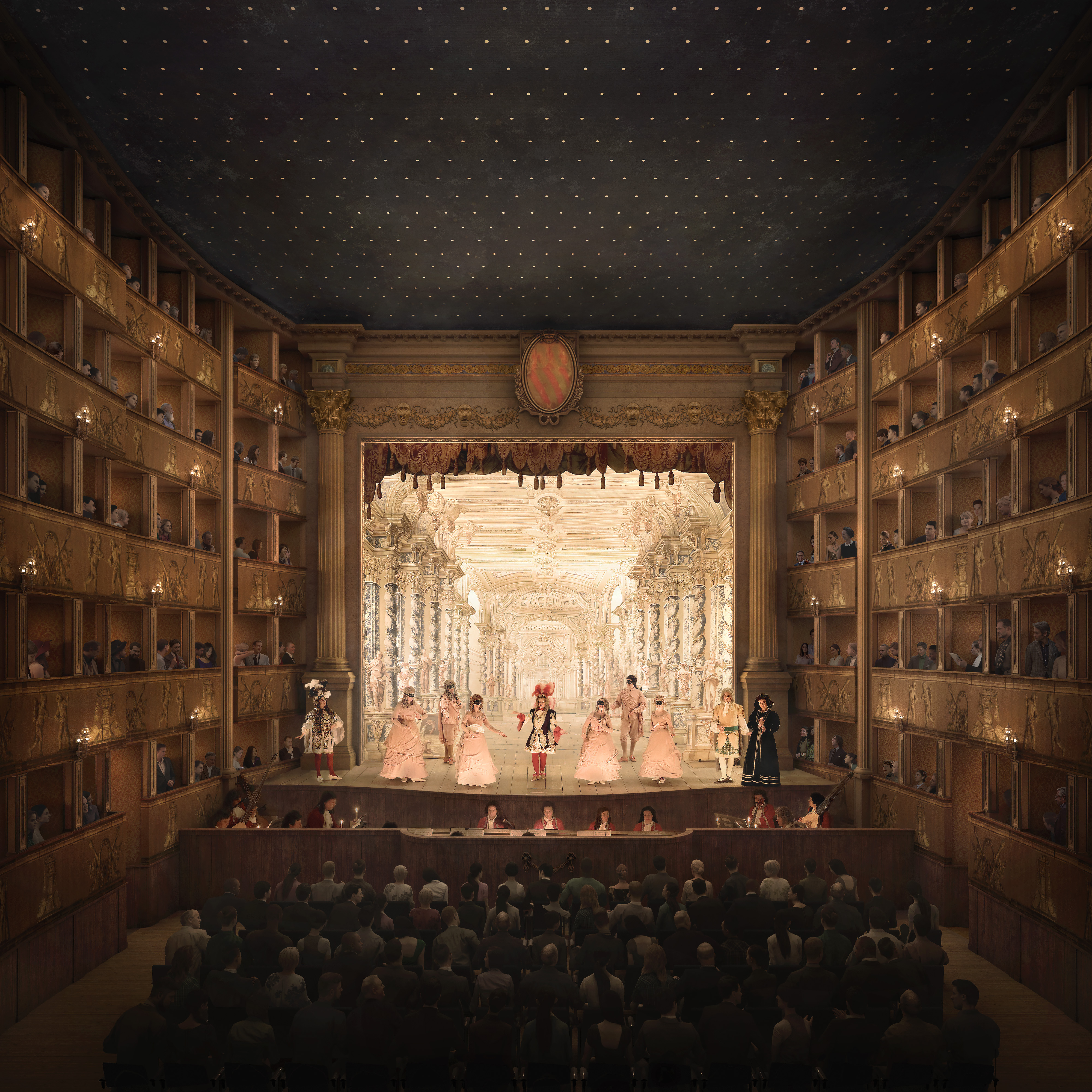
Teatro San Cassiano (1637)

## Musiktheater
- Benedetto Ferrari und Francesco Manelli – Andromeda
- Virgilio Mazzocchi und Marco Marazzoli – Chi soffre, speri

## Geboren

### Geburtsdatum gesichert
- 11. Februar: Friedrich Nicolaus Bruhns, deutscher Komponist († 1718)
- 24. Februar: Filippo Acciaiuoli, italienischer Theaterschriftsteller, Librettist, Dichter, Theaterdirektor, Komponist, Theateringenieur und Erfinder szenischer Effekte († 1700)
- 13. Mai: Eremya Çelebi Kömürciyan, armenischer Dichter, Drucker, Historiker, Pädagoge, Musiker, Miniaturist und Übersetzer († 1695)
- 08. Juli: Johann Georg Ebeling, deutscher Komponist († 1676)
- 07. Dezember: Bernardo Pasquini, italienischer Komponist († 1710)

### Genaues Geburtsdatum unbekannt
- Louis Chein, französischer, römisch-katholischer Priester und Komponist († 1694)
- Giovanni Battista Grancino, italienischer Geigenbauer († 1709)

### Geboren vor 1637
- Leonhard Burggräfingk, deutscher Hofmusiker († 1671)

### Geboren um 1637
- Dieterich Buxtehude, deutscher Organist und Komponist († 1707)

## Gestorben

### Todesdatum gesichert
- 15. Februar: Stefano Bernardi, italienischer Komponist und Kapellmeister (* 1577)
- 29. Mai: Jiří Třanovský, slowakischer Hymnendichter und Komponist (* 1592)
- 10. Juli: Heinrich Grimm, deutscher Musikwissenschaftler und Komponist (* 1593)
- 14. August: Nikolaus Elerdt, deutscher lutherischer Theologe und Lieddichter (* 1586)
- 29. August: Johann Degen, deutscher katholischer Priester, Organist und Komponist (* um 1585)
- 17. Oktober: Erasmus Sartorius, deutscher Komponist, Organist, Musikschriftsteller und Poet (* 1577)

### Genaues Todesdatum unbekannt
- Volckmar Leisring, deutscher Kantor und Kirchenkomponist (* um 1588)